# استان تولیارا
استان تولیارا (به لاتین: Toliara Province) یک استان در ماداگاسکار است که در جنوب واقع شده‌است.

## خصوصیات
استان تولیارا ۱۶۱٬۴۰۵ کیلومترمربع مساحت و ۲٬۲۲۹٬۵۵۰ نفر جمعیت دارد.